# (32527) 2001 OS104
2001 OS104 (asteroide 32527) é um asteroide da cintura principal. Possui uma excentricidade de 0.08500670 e uma inclinação de 4.03702º.
Este asteroide foi descoberto no dia 28 de julho de 2001 por LONEOS em Anderson Mesa.